# Wiktor Nikolajewitsch Pawlenko

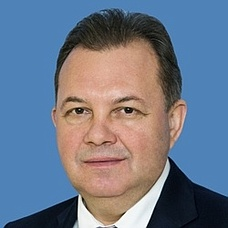
Wiktor Nikolajewitsch Pawlenko

Wiktor Nikolajewitsch Pawlenko (russisch Виктор Николаевич Павленко, wiss. Transliteration Viktor Nikolaevič Pavlenko; * 17. April 1962 in der Staniza Griwenskaja, Rajon Kalininskaja, Region Krasnodar) ist ein russischer Politiker und amtierender Bürgermeister der Stadt Archangelsk.

## Leben
Wiktor Pawlenko entstammt einer Kolchosbauerfamilie und war zunächst als Elektromonteur tätig. Von 1983 bis 1987 studierte er an der Komsomol-Hochschule in Moskau und arbeitete anschließend im Winogradower Komitee der Komsomol. Bis zum Verbot der Komsomol im Jahr 1991 bekleidete er in der Komsomol-Organisation außerdem die Positionen des stellvertretenden Vorsitzenden des Winowgrader Exekutivkomitees des Bezirksrates der Volksabgeordneten sowie des ersten Sekretärs des Komitees der Oblast Archangelsk. Seit 1993 arbeitete Pawlenko in der Verwaltung der Oblast Archangelsk. Während dieser Zeit studierte er zudem an der Nordwestlichen Akademie für Staatsdienst (Северо-Западная академия государственной службы), an der er 1995 seinen Abschluss machte. Im folgenden Jahr wurde Pawlenko zum Leiter der Verwaltung für regionale Politik der Administration der Oblast Archangelsk. Ab 1997 leitete er den Apparat des bevollmächtigten Stellvertreters des russischen Präsidenten in der Oblast. Im Jahr 2000 übernahm Pawlenko die Position des stellvertretenden Leiters der Administration der Oblast Archangelsk.
Seit dem Jahr 2005 war Pawlenko als stellvertretender Bürgermeister der Stadt Archangelsk tätig. Infolge der Verhaftung des zum damaligen Zeitpunkt regierenden Bürgermeisters Alexander Donskoi, wurde Pawlenko am 23. Oktober 2007 amtierender Bürgermeister der Stadt. Nach dem offiziellen Rücktritt Donskois als Bürgermeister der Stadt im Februar 2008, wurde Pawlenko bei den folgenden Kommunalwahlen am 25. Mai 2008 zum Bürgermeister von Archangelsk gewählt.
Am 4. März 2012 erhielt Wiktor Pawlenko bei der Wahl des Bürgermeisters von Archangelsk 50,18 % der Stimmen und wurde als erster amtierender Bürgermeister von Archangelsk zum zweiten Mal in dieses Amt gewählt.
Am 24. September 2015 wurde Pawlenko per Dekret des neu gewählten Gouverneurs der Region Archangelsk Igor Orlow als Mitglied in den Föderationsrat der Russischen Föderation aufgenommen.
Im Dezember 2017 wurde er zum Vorsitzenden der Zentralen Kontroll- und Prüfungskommission des Gesamtrussischen Rates für lokale Selbstverwaltung gewählt.
Im Oktober 2020 endeten die Befugnisse von Pawlenko im Föderationsrat.
Wiktor Pawlenko ist Träger der Medaille des Verdienstordens für das Vaterland 2. Stufe. Er ist verheiratet und hat zwei erwachsene Kinder.